# Сахафильм
Сахафильм (Автономное учреждение Республики Саха (Якутия) «Государственная национальная кинокомпания «Сахафильм») — якутская государственная кинокомпания. Фильмы снимаются на русском и якутском языках. Руководитель — Саввина Сардана Реворьевна, художественный руководитель Алексей Романов.

## История

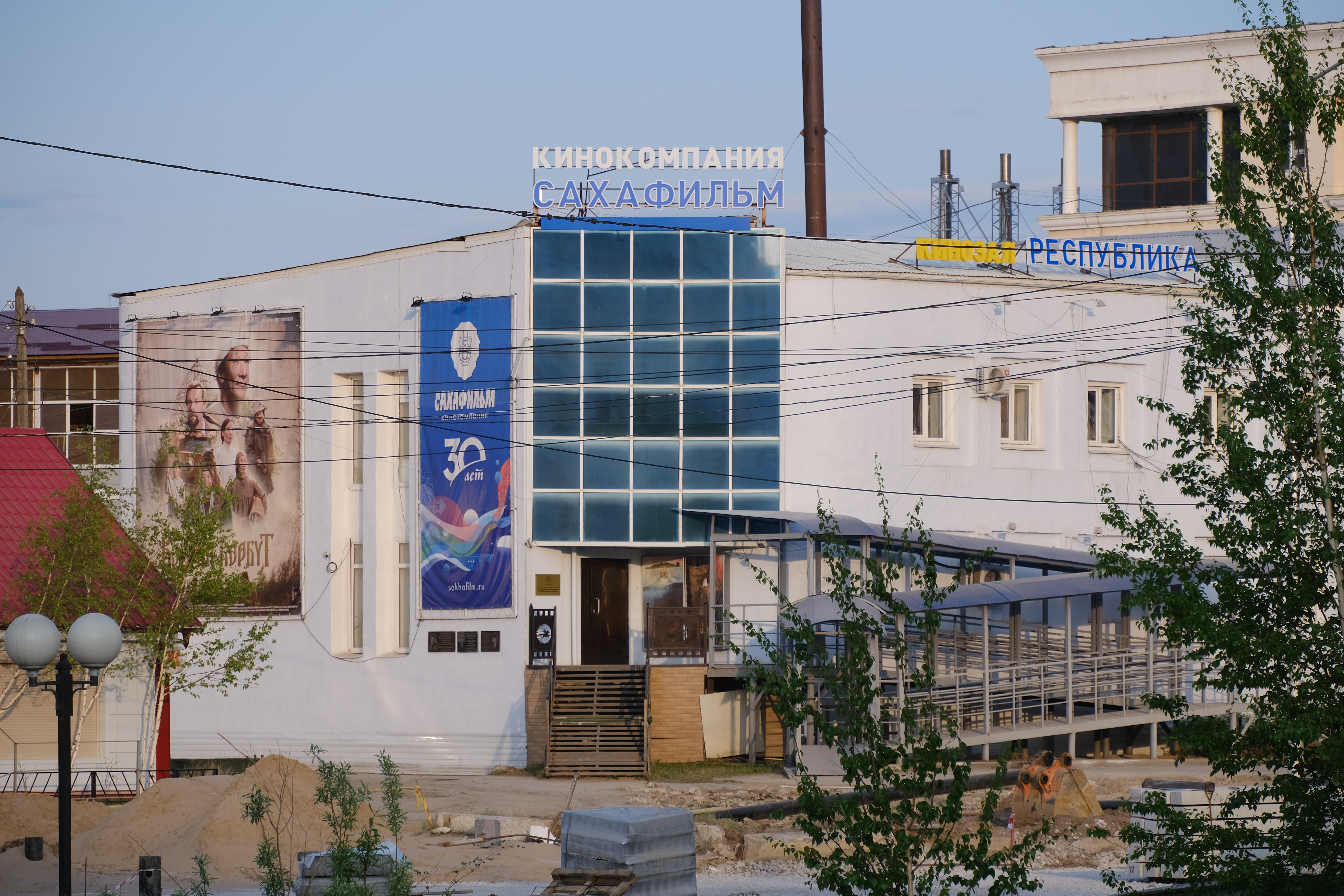
Здание киностудии

В апреле 1990 года по инициативе первого профессионального кинорежиссера Алексея Романова создана Творческое объединение «Северфильм», затем через два года на его базе по Указу Президента Республики Саха (Якутия) М. Е. Николаева создана Государственная национальная кинокомпания «Сахафильм».
С 1992 года кинокомпанией создано более 130 фильмов: художественных и документальных, при этом большое внимание уделяется экранизациям литературной классики: сняты фильмы по произведениям Платона Ойунского, Суорун Омоллоона, Анемподиста Софронова – Алампа, Николая Габышева, Вацлава Серошевского, Егора Неймохова, Амма Аччыгыйа и др.

## Фильмы
- См. Категория:Фильмы студии «Сахафильм»

Компания создала 88 фильмов разных жанров. Первым полнометражным фильмом стал художественно-этнографический фильм «Серединный мир» режиссер Алексей Романов. Фильм принял участия в кинофестивалях Венгрии, Франции, в США, и в России..
- «Серединный мир» (1992)
- «Снайпер саха» (2010)[3]
- «Дьикти саас» (2012)[4]
- «Государственные дети» (2015)
- «Маннайгы таптал» (2015)
- «Сибэкки» (2015)
- «Ыаллыылар» (2016)
- «Сааскы кэм» (Детство которое мы не знали, 2017)
- «Сарыал. Дорога к солнцу» (2018)
- «Царь-птица» (2018)
- «Первые» (2018)
- «Надо мною солнце не садится» (2019)
- «Рядовой Чээрин» (2021)
- «Холодное золото» (2021)

## Награды
- Решением Жюри Монакского Кинофестиваля режиссёр-постановщик фильма «Снайпер саха» Никита Аржаков назван «лучшим режиссёром» VII Благотворительного кинофестиваля в Монте-Карло, а сам фильм получил Почетную награду «За лучшее художественное воплощение».
- Фильм «Аанчык» в феврале 2011 года завоевал приз «Coup de Coeur de jury» — Приз симпатий жюри на Международном кинофестивале «Nuits Polaires 2011» (Полярные ночи — 2011) в Париже.
- Художественный фильм «Черная маска» (2002 г.), посвященный 200-летию российской милиции, стал номинантом в номинации «Лучший детективный фильм» IY Международного фестиваля детективных фильмов «Закон и общество» в г. Москве.
- Второй полнометражный фильм Никиты Аржакова «Журавли над Ильменем» (2005 г.) был снят по заказу Президента и Правительства РС (Я) к  60-летию Великой Победы. Драма о воинах – якутянах имела большой зрительский интерес не только по всей республике, но и с успехом демонстрировалась в рамках мероприятий к 375-летию вхождения Якутии в состав России в г. Москве, г. Санкт-Петербурге, г. Старой Руссе, Канаде, а также во Франции (г. Страсбург) с переводом на французский язык. 16 ноября 2005г. по Указу Президента РС (Я) творческая группа фильма «Журавли над Ильменем» в составе: автора сценария Неймохова Е. П., директора картины Сивцева-Доллу С. Н., режиссера-постановщика Аржакова Н. И., оператора-постановщика Аммосова И. И., была удостоена государственной премии имени П. А. Ойунского.
- XXXIII Московский международный кинофестиваль, внеконкурсный показ фильма «Снайпер саха»; 2011 г.
- Международный кинофестиваль «Nuits Polaires 2011» - «Полярные ночи – 2011» Фильм «Аанчык» - Приз симпатий жюри.
- МКФ в г.Рязани им. Ю.Озерова. Фильм «Снайпер саха» - приз «Золотой меч», 2012 г.
- VI МКФ в Екатеринбурге «В кругу семьи», 2012 г.
- Международный кинофестиваль в Монако (май 2012), награда: «Лучший режиссер» Никита Аржаков за фильм «Снайпер саха»
- Якутский международный кинофестиваль, г. Якутск, 2013-2015 г.г.
- «Амурская осень», Благовещенск, 2015 г., награда: «Лучший дебют», за фильм «Государственные дети», реж. Александр Лукин.
- «Амурская осень», Благовещенск, 2017 г., награда: «Гран-при», за фильм «Детство которое мы не знали», реж. Алексей Романов.

## Конфликты
В 2013 году произошел конфликт между сотрудниками и руководителем компании Степаном Сивцевым-Доллу. Сотрудники обратились к главе Якутии с просьбой сменить Степана Сивцева-Доллу